# Global Jet Luxembourg
Global Jet Luxembourg (precedentemente Silver Arrows) è una compagnia aerea privata lussemburghese con sede a Hesperange e con hub all'aeroporto di Lussemburgo . È una filiale di Global Jet.

## Storia
Global Jet Luxembourg è stata fondata nel 1999 come Silver Arrows e al 2022 opera voli charter aziendali per uomini d'affari, privati e governi.
Ha società partner a Hong Kong, Monaco, Austria e Isola di Man.

## Flotta
A dicembre 2022, oltre a vari aerei più piccoli, la flotta di Global Jet Luxembourg è così composta: